# Sieve
Sieve ist eine domänenspezifische Sprache, die zum Konfigurieren von Mailfiltern auf Mailservern durch Benutzer konzipiert wurde.
Die genaue Spezifikation kann im RFC 5228 nachgelesen werden.
Sieve ist spezifiziert worden, um Nutzern die Möglichkeit zu geben, auf einfache Art eigene Regeln zum Filtern von E-Mails zu definieren. Dabei ist es jedoch nicht möglich, komplexere Programmstrukturen, die beispielsweise mit Schleifen oder Variablen arbeiten, zu benutzen oder externe Programme zu starten.
Das Hauptaugenmerk von Sieve liegt auf Erweiterbarkeit, Einfachheit und Unabhängigkeit von der verwendeten Zugriffsart und Architektur und dem verwendeten Betriebssystem.
Sieve-Scripts werden bereits während der Zustellung der E-Mail am Posteingangsserver ausgeführt.

## Verbreitung
Sieve-Skripte werden heutzutage von einer Vielzahl von Mailservern wie Dovecot oder Exim sowie E-Mail-Clients wie Thunderbird oder Open-Xchange Server direkt oder über Plugins unterstützt. Darüber hinaus gibt es Libraries zum Parsen von Sieve-Skripten für die Programmiersprachen C, Ruby, Java, PHP, Perl und Python.

## Syntax
Anweisungen werden mit dem Semikolon abgeschlossen.

### Kommentare
Kommentare werden durch das Zeichen "#" eingeleitet. Diese Kommentare gelten immer bis zum Zeilenende. Mehrzeilige Kommentare werden wie in C mit dem String "/*" eingeleitet und mit dem String "*/" abgeschlossen.

### Zahlen
Nur positive Ganzzahlen sind erlaubt. Optional gibt es die Möglichkeit, die Größe über Angaben wie "K" (KiB, 2^10), "M" (MiB, 2^20) und "G" (GiB, 2^30) anzugeben. Beispiel: 100K steht für eine Größe von 100 Kibibytes.

### Strings
Strings (Zeichenketten) werden durch das Anführungszeichen " eingeleitet. Ein Backslash ("\") wird verwendet, um weitere Anführungszeichen oder Backslashes zu kennzeichnen, die noch zur aktuellen Zeichenkette gehören (sogenanntes "Escapen"). String-Listen werden mit "[" eingeleitet und mit "]" abgeschlossen.

### Kontrollstrukturen
Die wichtigste Anwendung beim Filtern von E-Mail besteht im Testen auf bestimmte Eigenschaften. Dazu gibt es auch in Sieve die wohlbekannten WENN-DANN-Möglichkeiten:
- if
- elsif
- else

Ein if leitet eine bedingte Anweisung ein. Nur wenn die zu testende Bedingung zutrifft, wird der nachfolgende Codeblock ausgeführt. Wenn nicht, dann können weitere Bedingungen mittels elsif abgefragt werden. Falls keine der Bedingungen aus den "if"- und "elsif"-Blöcken zutrifft, werden die Anweisungen des "else"-Blocks abgearbeitet, sofern er vorhanden ist.

### Vergleiche von Zeichenketten
Es bestehen mehrere Möglichkeiten, einen String zu testen. Als Vergleichsoperatoren kommen hierbei zum Einsatz:
:contains
prüft, ob eine bestimmte Zeichenkette in einem anderen String enthalten ist.
:is
führt einen exakten Vergleich durch, d. h. die Inhalte der verglichenen Zeichenketten müssen exakt übereinstimmen.
:matches
beinhaltet eine Möglichkeit, beim Vergleich Teile einer Zeichenkette ungeprüft zu belassen. Mit dem Symbol * können mehrere, mit dem Symbol ? genau ein Zeichen freigestellt werden. So wird beispielsweise G?n alle dreibuchstabigen Wörter mit einem großen G am Anfang und einem kleinen n am Ende finden, während G*n alle Wörter von Gin über Gasmann bis hin zu Gesundheitskartenevaluierungskommission und darüber hinaus adressieren wird.
:regex
Regulärer Ausdruck ist ein Vergleich, der viele Möglichkeiten wie Alphabete, numerische oder auch Sonderzeichenabfragen abrufen kann. Zum Beispiel wird bei der Eingabe von [5-9]{3} nach Dreier-Kombinationen aus den Ziffern 5 bis 9 gesucht. Es ist zu beachten, dass auch auf Klein- und Großschreibung geachtet werden muss. [a-z]{9} wird das Wort 'Wikipedia' nicht finden. Dafür muss [A-Za-z]{9} angegeben werden. So kann eine mögliche Kette aussehen: "Ein\s[a-zä-ü]{9}\sAusdruck\s\(.*\) ist in der .{13} Informatik [a-zA-Z ]*," würde in dem nachfolgenden Text den unterstrichenen gedruckten Text finden: 'Ein regulärer Ausdruck (englisch regular expression, Abkürzung RegExp oder Regex) ist in der theoretischen Informatik eine Zeichenkette, die der Beschreibung von Mengen von Zeichenketten mit Hilfe bestimmter syntaktischer Regeln dient. Neben Implementierungen in vielen Programmiersprachen verarbeiten auch viele Texteditoren reguläre Ausdrücke in der …

### Adressen-Matching
E-Mail-Adressen prüft man mit dem Keyword address. Natürlich ist es möglich, die Absender- oder die Empfängeradresse zu prüfen. Dabei wird generell nur auf die eigentliche Adresse verglichen, also alles was zwischen den spitzen Klammern geschrieben steht. Um den kompletten String zu vergleichen, sollte man auf Name "<" Adresse ">" prüfen. Die Anführungszeichen kennzeichnen hierbei Strings. Um Adressen auf den Teil vor dem @ oder nach dem @ zu prüfen, können die optionalen Argumente :localpart bzw. :domain genutzt werden. Standardmäßig wird die komplette Adresse geprüft (entspricht :all).

### Größenvergleiche
Die Größe einer Mail prüft man mit dem Keyword size. Vergleiche mit Zahlen kann man mit den Operatoren :over bzw. :under durchführen.

### Header-Felder
E-Mail Header können mit dem Keyword header geprüft werden. Header-Felder können ganz normal mit den oben beschriebenen Zeichenketten-Vergleichen durchsucht werden. Es ist darauf zu achten, dass der Doppelpunkt nicht verwendet wird.

### Blöcke
Blockanweisungen werden durch { eingeleitet und mit } beendet. Blöcke werden genutzt, um nach einem Test mehrere Anweisungen durchzuführen.

## Anweisungen
Die folgenden Anweisungen sind laut dem RFC spezifiziert:
stop
Beendet die Ausführung. Falls keine Regel zugetroffen hat, wird die Nachricht in der INBOX belassen (Impliziertes keep)
keep
Speichert die Nachricht in der INBOX
redirect
Weiterleiten einer Nachricht. Als Argument wird eine E-Mail-Adresse angegeben.
discard
Löscht die Nachricht. Der Absender erhält davon keine Nachricht.
reject
Diese Anweisung sorgt dafür, dass die Nachricht abgelehnt wird. Optional kann man einen Grund für die Ablehnung angeben. Es wird eine sogenannte "Message Delivery Notification" erstellt. Falls man "reject" nutzen will, muss man dies über den "require reject" am Anfang des Scriptes anfordern.
fileinto
Die Nachricht kann in einen bestimmten Ordner verschoben werden. Dazu muss als Argument der Folder in der für den Server spezifischen Form angegeben werden. Will man "fileinto" nutzen, muss man es als erstes über den "require" anfordern.

## Erweiterungen
Sieve gestattet auch zusätzliche Erweiterungen, die am Anfang des Skriptes mit dem Schlüsselwort require deklariert werden müssen.

## Beispiel
Das folgende Beispielskript nutzt einige der oben beschriebenen Anweisungen:
```
# Beispielskript

#

require
 
[
"fileinto"
,
 
"reject"
,
 
"regex"
,
 
"imap4flag"
];

# Nachrichten größer 100K werden abgewiesen mit einer Fehlermeldung

#

if
 
size
 
:
over
 
100
K
 
{

   
reject
 
"Bitte senden Sie mir das nächste Mal eine kleinere Mail. Bei großen Anhängen laden Sie bitte die Dateien auf einen Server und schicken Sie mir eine URL. Danke."
;

}

# Eine Mailingliste soll in einen Ordner "mailinglist" verschoben werden

#

elsif
 
address
 
:
is
 
[
"From"
,
 
"To"
]
 
"mailinglist@example.com"
 
{

   
fileinto
 
"INBOX.mailinglist"
;

# Bei einigen Mailserver-Konfigurationen muss statt eines Punktes hierbei ein Schrägstrich verwendet werden.

}

# Spamregel: Nachricht enthält meine Adresse nicht im To, CC oder Bcc

# header, oder Subject ist irgendwas mit "money" bzw. "Viagra".

#

elsif
 
anyof
 
(
not
 
address
 
:
all
 
:
contains
 
[
"To"
,
 
"Cc"
,
 
"Bcc"
]
 
"me@example.com"
,

header
 
:
matches
 
"Subject"
 
[
"*money*"
,
"*Viagra*"
])
 
{

      
fileinto
 
"INBOX.spam"
;

}

# E-Mail mit Regex filtern und als gelesen markieren

if
 
body
 
:
regex
 
"Ein\s[a-zä-ü]{9}\sAusdruck\s\(.*\) ist in der .{13} Informatik [a-zA-Z ]*,"
 
{

      
addflag
 
"
\\
Seen"
;

}

# Alle anderen Mails behalten wir.

# Diese Regel wäre nicht nötig, da durch das "implicit keep"

# bereits abgedeckt.

else
 
{

     
keep
;

}

```